# Acanthoscelides pauperculus
Acanthoscelides pauperculus är en skalbaggsart som först beskrevs av J. L. Leconte 1857.  Acanthoscelides pauperculus ingår i släktet Acanthoscelides och familjen bladbaggar. Inga underarter finns listade i Catalogue of Life.